# Roberto Pistore
Roberto Pistore (né le 20 mai 1971 à Monza) est un ancien coureur cycliste italien.

## Biographie
Après une bonne saison chez les amateurs en 1994 qui le voit notamment remporter le Tour de la Vallée d'Aoste et une étape du Regio-Tour, Roberto Pistore effectue sa première année professionnelle dans l'équipe Polti. En août 1995, il est vainqueur final du Regio-Tour. Le mois suivant, il termine sixième du Tour d'Espagne en prenant notamment une deuxième place à Ávila derrière Laurent Jalabert.
En 1996, Roberto Pistore s'engage avec MG Technogym. Il est huitième du Tour de Catalogne au printemps. Sur la Vuelta, il finit quatrième après une bonne dernière semaine (5e à l'Alto Cruz de la Demanda, Cerler et Ávila). En 1997, il remporte Vienne-Rabenstein-Gresten-Vienne et participe à son premier Tour de France qu'il abandonne. Il participe à nouveau au Tour l'année suivante, pour sa dernière année professionnelle.

## Palmarès

### Palmarès amateur
- 1993
  - Gran Premio Capodarco
  - Gran Premio Somma
  - Tour de Toscane espoirs
  - Coppa Mobilio Ponsacco
  - 3e de Vicence-Bionde
- 1994
  - 4e étape du Tour des régions italiennes
  - 3e étape du Regio-Tour
  - Coppa Pinot La Versa
  - Tour de la Vallée d'Aoste :
    - Classement général
    - 3e étape

  - 2e du championnat d'Italie sur route amateurs
  - 3e du Gran Premio Industria e Commercio Artigianato Carnaghese

### Palmarès professionnel
- 1995
  - Regio-Tour :
    - Classement général
    - 2e étape

  - Giro del Canavese
  - 6e du Tour d'Espagne
  - 9e du Tour de Lombardie
- 1996
  - 4e du Tour d'Espagne
  - 8e du Tour de Catalogne
- 1997
  - Vienne-Rabenstein-Gresten-Vienne :
    - Classement général
    - 1re étape

  - 2e étape de la Hofbrau Cup (contre-la-montre par équipes)

## Résultats sur les grands tours

### Tour de France
2 participations
- 1996 : non-partant (8e étape)
- 1998 : hors-délai (8e étape)

### Tour d'Espagne
2 participations
- 1995 : 6e, 2e du classement de la montagne
- 1996 : 4e

### Tour d'Italie
1 participation
- 1997 : abandon (19e étape)